# جورجينا إسكوبار
جورجينا إسكوبار (بالإسبانية: Georgina Escobar)‏ هي كاتبة مسرحية مكسيكية، ولدت في عقد 1980 في سيوداد خواريز في المكسيك.